# Erpeton tentaculatum
La serpiente de tentáculos (Erpeton tentaculatum) es una especie de serpiente de la familia Colubridae oriunda del sudeste asiático. Es la única especie del género Erpeton. Posee dos tentáculos situados en la parte superior de la mandíbula, siendo esta una característica única entre las serpientes. El método que utiliza para la captura de peces ha sido recientemente objeto de una investigación. 

## Distribución y hábitat
Es nativa del sudeste de Asia, más concretamente en Tailandia, Camboya y Vietnam. Vive toda su vida en aguas turbias de lagos, campos de arroz, y corrientes de movimiento lento, y se puede encontrar en agua dulce, salobre y agua de mar. Un buen ejemplo de su hábitat es el lago Tonle Sap en el centro de Camboya. El agua contiene muchos sedimentos y tienen una población de peces abundante y de gran tamaño.[cita requerida]

## Descripción

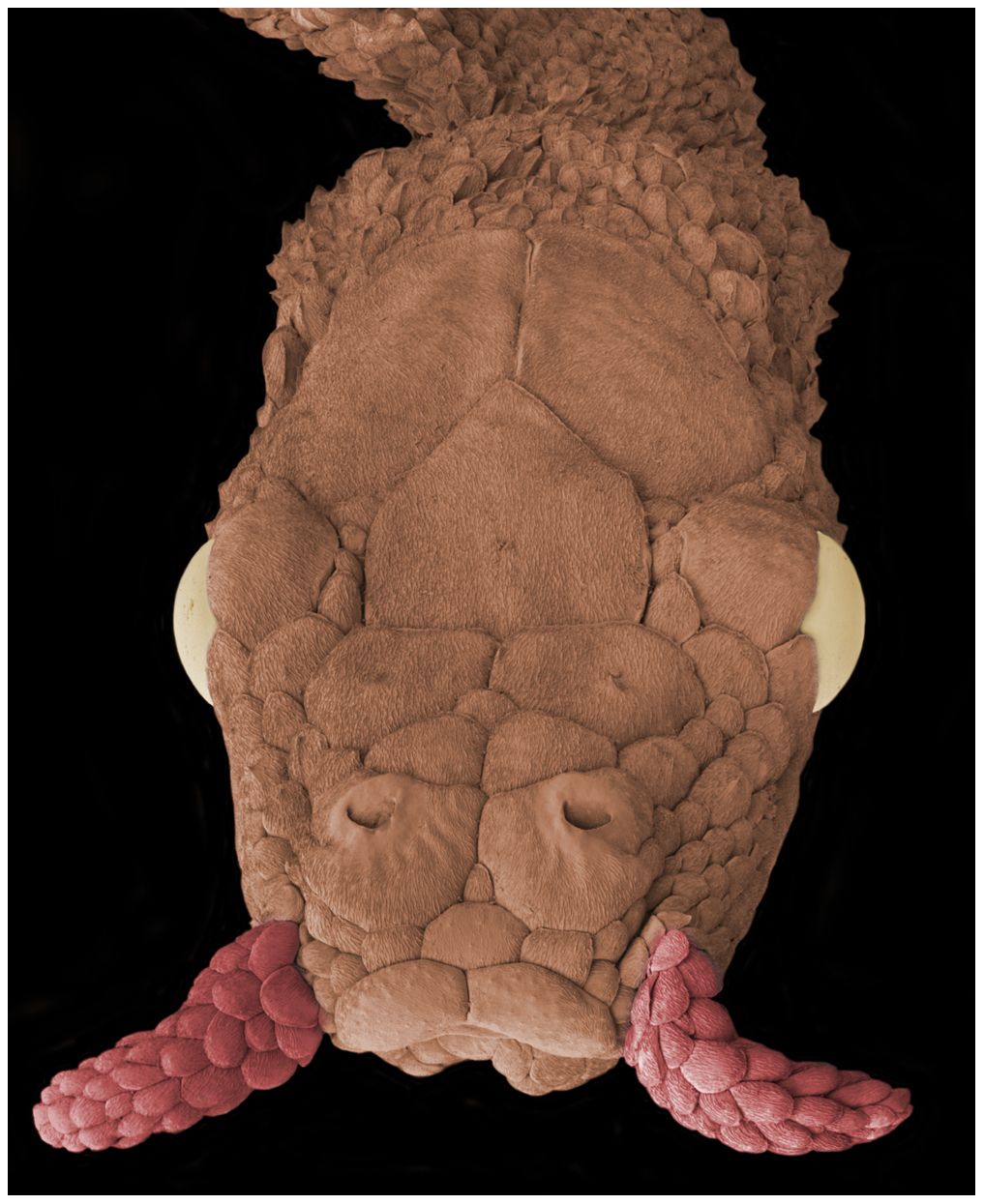
Cabeza.

Es una serpiente relativamente pequeña, con un promedio de 50 a 90 cm de longitud. Tiene dos fases de color, a rayas o manchas, con las dos fases que van desde gris oscuro a marrón con un ligero bronceado. 
Es la única especie de serpiente que posee dos apéndices en forma de "tentáculos" en la parte frontal de su cabeza, que se ha demostrado que tienen una función mecano sensorial.
A pesar de que tiene colmillos venenosos, no se considera una serepiente peligrosa para los humanos. Los dientes son pequeños, sólo parcialmente acanalados, y están situados en la parte posterior de la boca. Además, el veneno es específico para los peces de los que se alimenta.

## Comportamiento
Las serpientes de tentáculos son completamente acuáticas y pueden permanecer bajo el agua hasta 30 minutos sin tomar aire. Pueden enterrarse en el barro en épocas de sequía y durante la noche. Su dieta consiste exclusivamente de peces. Se mueven torpemente en tierra y solo salen para tomar aire. Son ovovivíparos y las crías nacen en el agua.
Cazan, usando un método único de emboscada. Las serpientes pasan gran parte de su tiempo en una posición rígida. La cola se utiliza para fijar el animal bajo el agua, mientras que su cuerpo asume una forma de "J" invertida. El área de ataque de la serpiente llega hasta la mitad de su cuerpo. Una vez que un pez nada dentro de esa área de la serpiente hace un movimiento rápido hacia la presa.
Mediante el uso de cámaras de alta velocidad e hidrófonos, el método de la emboscada se revela con mayor detalle. La serpiente se anticipa a los movimientos de los peces en su intento de escapar. Cuando el pez nada dentro del área de caza de la serpiente, la serpiente crea una perturbación en el agua moviendo la parte posterior de su cuerpo. Esta perturbación provoca un reflejo de escape en el pez, en la que este contorsiona su cuerpo en forma de "C". Normalmente, es en este punto en el que el pez nada rápidamente lejos de la perturbación enderezando rápidamente su cuerpo, pero la serpiente lo agarra, por lo general en la cabeza, anticipando los movimientos del pez. La serpiente captura a los peces engañándolos para que traten de escapar en la dirección equivocada.  A diferencia de la mayoría de los depredadores, la serpiente no tiene como objetivo la posición inicial de la presa para atacarla, sino que ataca el punto donde espera que la presa vaya cuando se escape. La capacidad de predecir la posición de su presa parece ser innata.
Estas serpientes comparten una relación simbiótica con las algas. El alga protege a las serpientes de las infecciones de hongos, tomando el área de la superficie de su piel, y en cambio las serpientes dan a las algas un lugar seguro para crecer.[cita requerida]